# DJK Frankenberg Aachen
Die DJK Frankenberg Aachen (ausgeschrieben: DJK Frankenberg 1912 Aachen e. V.) ist ein Aachener Sportverein, der 1912 gegründet wurde.

## Geschichte
In der katholischen Pfarrgemeinde Herz Jesu Aachen entstand 1911 der Jünglingsverein für 14- bis 17-jährige Jungen. Im folgenden Jahr rief der Verein eine Sportabteilung ins Leben, in der Schlag- und Faustball sowie Leichtathletik betrieben wurden. Der Erste Weltkrieg brachte alle sportlichen Aktivitäten zum Erliegen. Die Gründung des DJK-Reichsverbandes im Jahr 1920 verhalf den Sportabteilungen der katholischen Jünglingsvereine zu einer übergreifenden Organisation des Sports. Seitdem gab es Vergleichswettkämpfe zwischen den DJK-Vereinen. Die Sportler spielten jetzt auch Fußball und traten erfolgreich unter dem Namen „DJK Frankenberg“ auf. Gerade zehn Jahre nach der Gründung gab es Diskussionen über das „mangelnde religiöse Interesse der Sportler“. Dies führte zu einer vorübergehenden Auflösung der Sportabteilung. Ab 1928 beteiligten sich Frankenberger Sportler dann wieder an Feldhandball- und Faustballturnieren und Meisterschaften, sowie an Leichtathletikwettkämpfen. Anfang 1934 wurden der DJK-Verband und seine Vereine durch die Nationalsozialisten verboten. Nach wechselvollen Anfangsjahren war mit dem Verbot und der Auflösung der Tiefpunkt der Vereinsgeschichte erreicht worden.
Nach den Schrecken der NS-Diktatur und des Zweiten Weltkrieges und den großen Verlusten unter den ehemaligen Mitgliedern der DJK Frankenberg kam es im Jahr 1948 zur Neugründung der „DJK Frankenberg 1912 Aachen e. V“. Dazu sammelte der damalige Kaplan der Pfarre Herz Jesu, Hugo Baurmann, eine Gruppe Jugendlicher um sich. Ihn trieb der Gedanke, den Heranwachsenden nach den Jahren des Schreckens in einem Sportverein christliche Lebensperspektiven nahe zu bringen und im sportlichen Miteinander erlebbar zu machen. Der Sportbetrieb begann mit Tischtennis, Fußball und Leichtathletik. In den Folgejahren kamen Schwimmen und Radsport dazu. Ab 1953 gab es Gymnastik für Damen. Später ergänzten Basketball und Kinderturnen sowie Volleyball und Rehabilitationssportgruppen das Angebot des Vereins. Die Zahl der Mitglieder wuchs stetig. Seit einigen Jahren hat der Verein kontinuierlich zwischen 700 und 800 Mitglieder.

### Frauen im Verein
Die Ursprünge des Vereins lagen in der Sportabteilung des katholischen Jünglingsvereins der Pfarre Herz Jesu. Das sportliche Angebot richtete sich ausschließlich an Jungen und Männer. Auch bei der Neugründung 1948 waren nur männliche Sportler dabei. 1953 wurde dann eine Damensportabteilung ins Leben gerufen. Die Festschrift zum 50-jährigen Vereinsjubiläum würdigte die dort betriebene Gymnastik, „die wohl für jede Teilnehmerin den willkommenen Ausgleich zur Berufstätigkeit schafft“. Ab 1965 gab es erste Mädchen in der Leichtathletikabteilung, die anderen Abteilungen folgten in den nächsten Jahren. Zur besseren Vertretung der weiblichen Vereinsmitglieder wurde in der Satzung die Position einer Frauenbeauftragten im Vorstand eingeführt. Mittlerweile gibt es etwa gleich viele männliche und weibliche Mitglieder.

## Abteilungen

### Basketball
Seit der Gründung der Basketballabteilung im Jahr 1961 wird bei der DJK Frankenberg erfolgreich an Meisterschaftsspielen teilgenommen. Ab Anfang der 1970er Jahre gibt es zudem Damen- und Jugendmannschaften, so dass bis zu zehn Mannschaften pro Saison am Spielbetrieb teilgenommen haben. Die besten Mannschaften haben dabei in den zweithöchsten deutschen Ligen gespielt: die Herren 1976 und die Damen 1984. Im Jahr 1986 war die DJK Frankenberg Ausrichter der Basketball–FICEP-Europameisterschaften der Jugendmannschaften. Aus der Jugendmannschaft wurde Michael Pappert 1976 in die deutsche Jugendnationalmannschaft berufen.
Die erste von insgesamt vier Damenmannschaften schaffte in der Saison 2017/18 ohne Niederlage den Wiederaufstieg aus der  Oberliga in die dritthöchste Basketballliga (Regionalliga). Eine weitere Mannschaft spielt in der Landesliga, die beiden anderen Damenmannschaften in der Bezirksliga.
Die ersten Herren treten in der Landesliga an.
Die Ü35-Damenmannschaft konnte sich in der Saison 2017/18 zum wiederholten Male für die deutsche Meisterschaft qualifizieren.

### Breitensport
Die zunehmende Alterung der Gesellschaft spiegelt sich im Altersdurchschnitt der Sportler wider. Mit dem Alter verändern sich die sportlichen Aktivitäten.
Ab 1948 gab es eine Schwimmabteilung. Ziel der Schwimmsportler war nie der Wettkampfsport, sondern immer die Schwimmausbildung und die breitensportlich orientierte Möglichkeit der gesunden Bewegung im Wasser. Im Laufe der Jahre wurden über 180 Rettungsschwimmer ausgebildet. Geschwommen wurde in den ersten Jahren im kleinen, später dann bis heute im großen Becken der Elisabethhalle. Bis zu 90 Schwimmer waren in den 1960er Jahren gleichzeitig im Wasser. Später wurde die Schwimmabteilung dem Breitensport zugeordnet.

### Leichtathletik
Leichtathletik wurde bei der DJK Frankenberg immer betrieben. Nach der Neugründung im Jahr 1948 entwickelte sich die Leichtathletikabteilung schnell zur größten Abteilung des Vereins. Es wurde sehr erfolgreich leistungsorientiert trainiert und es gab stets eine ausgeprägte Nachwuchsarbeit. Für das Training wird das Aachener Waldstadion genutzt. Zahlreich waren bisher die Erfolge der Frankenberger Leichtathleten. Im Besonderen im Schüler-, Jugend- und Juniorenbereich erreichten die Sportler und Sportlerinnen quer durch alle Disziplinen – bis hin zu 100-km-Läufen – ob als Einzelstarter, als Staffel oder bei Mannschaftswertungen, immer wieder Platzierungen unter den besten 10 bei deutschen Meisterschaften sowie zahlreiche Siege bei DJK-Bundessportfesten.
Herausragende Leistungen wurden dabei unter anderem im Zehnkampf durch den 5. Platz von Christian Büscher bei den deutschen Leichtathletik-Meisterschaften 2008 erreicht, nachdem er bereits ein Jahr zuvor den 6. Platz gewonnen hatte, sowie durch den 7. Platz von Joachim Kube im 200-Meter-Lauf bei den deutschen Leichtathletik-Meisterschaften 2002. Als Aushängeschild des Vereins gelten die Ultralangstreckenläufer, von denen unter anderem die Männer um Hans Waack (†), Diethard Gansow und Burkhard Ernst Weber die Silbermedaille in der Mannschaftswertung der deutschen Leichtathletik-Meisterschaften 1993 gewannen sowie Hans Waack den 4. Platz in der Einzelwertung errang, dem ein Jahr später in ähnlicher Besetzung eine vergleichbar gute Leistung folgte. Auch die Damen standen dem nicht nach, und so wurde beispielsweise Elena Kobrina Bronzemedaillengewinnerin bei den deutschen Meisterschaften 2002 im 100-Km-Straßenlauf, bei dem ihre Zwillingsschwester Swetlana Waack den 7. Platz gewann.

### Radsport
Die Radsportabteilung wurde 1951 gegründet. Von Beginn an waren die Fahrer auf Landesverbandsebene sehr erfolgreich. Auch bei internationalen Rennen zeigten die Fahrer der Jugend, der Hauptklasse und der Senioren ihre Qualitäten mit Siegen und guten Platzierungen. Immer wieder wurden eigene Amateurstraßenrennen veranstaltet. Besonders hervorzuheben sind die internationalen Rennen „Rund um den Colynshof“ und „Rund um den Elisenbrunnen“ in den 1980er und 1990er Jahren. Zu dieser Zeit gab es jährliche Radtouristikfahrten mit bis zu 800 Teilnehmern. Noch im ersten Jahrzehnt des neuen Jahrtausends erreichten einzelne Juniorenfahrer der DJK Frankenberg gute Ergebnisse als Amateur-Lizenzfahrer.

### Rehabilitationssport
Seit einigen Jahren kooperiert die DJK Frankenberg mit dem Zentrum für Gesundheitsförderung (ZGF) des Burtscheider Marienhospitals im Bereich des Gesundheits- und Rehabilitationssportes. Diese Angebote richten sich vorrangig an betagtere Sportler.

### Volleyball
Volleyball wird seit Anfang der 1980er Jahre gespielt. Die Herrenmannschaft spielte bis zum Jahr 2006 in der Liga, seitdem treten sie als Hobbymannschaft an. Die Damenmannschaft beendete im Jahr 2000 den Spielbetrieb. Seit 2008 werden neue Jugend- und Damenmannschaften aufgebaut, die wieder am Spielbetrieb des Verbandes teilnehmen.

## Bekannte Athleten (Auswahl)
- Michael Pappert
- Christoph Schweizer
- Katharina Müller